# Industria henequenera en Yucatán

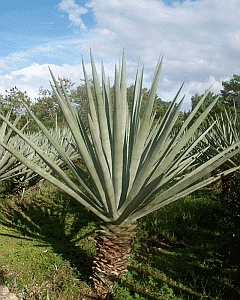
Henequén. Planta llamada Kij en idioma maya. Agave que da origen a la industria henequenera.

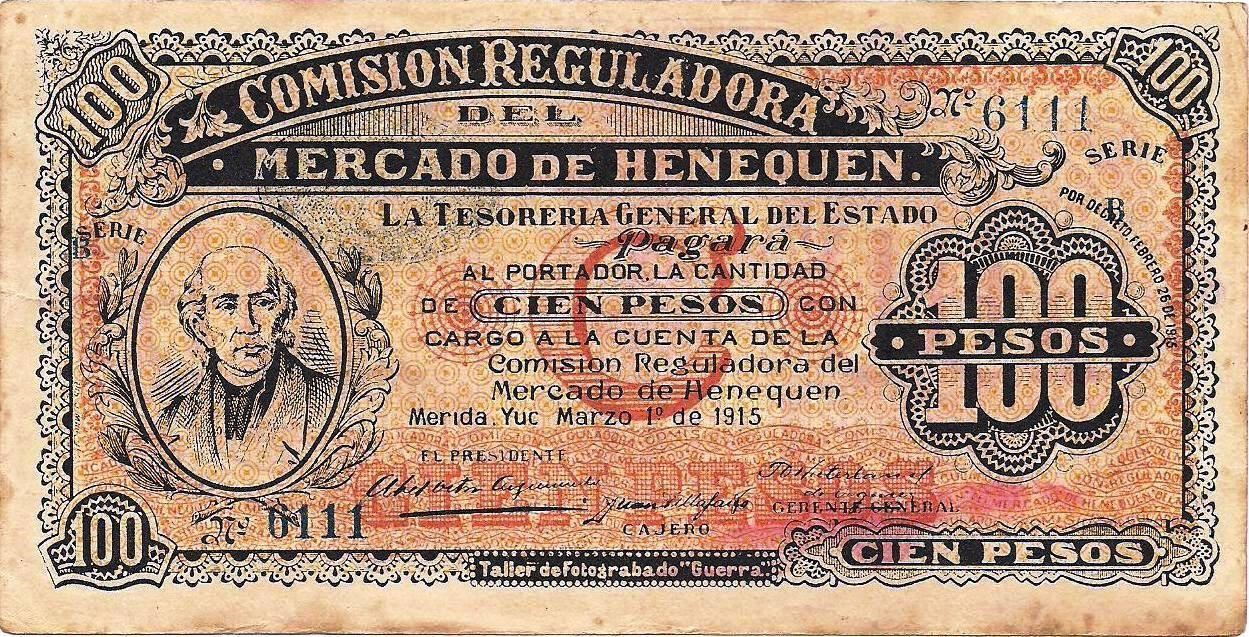
Billete con valor de 100 pesos del año de 1915, válido y en circulación en la península de Yucatán a principios del siglo XX

La industria henequenera es una agroindustria que parte del cultivo del henequén o sisal, planta autóctona de Yucatán, México, conocida por los mayas como ki, cuya fibra (denominada en lengua maya soskil), de características tales que favorecen su hilado y su tratamiento textil. La fibra es primero extraída de la planta y posteriormente procesada en diversas formas, a fin de obtener una gama de productos de uso doméstico, comercial, agrícola e industrial.
Esta fue en el pasado reciente, hasta mediados del siglo XX, una actividad industrial de gran envergadura a nivel mundial: el amarre de las embarcaciones dependía en mucho de esta industria, así como el embalaje del heno o de la paja usados para alimentar al ganado estabulado en los países del norte.  La industria, bien representada por la empresa Cordemex hasta la década de los años 1980, declinó por cuanto a su impacto social y económico, a partir de la generalización del motor de combustión interna, que disminuyó radicalmente el uso de vehículos de tracción animal y de las velas náuticas, que requerían cuerdas de fibra dura, lo que redujo la demanda antes de 1913, pero más severamente, por la invención y la generalización del uso de las fibras sintéticas que ocurrió a partir de la Segunda Guerra Mundial, así como la fabricación de productos sucedáneos que desplazaron a los fabricados con la fibra natural del henequén.

## Proceso de transformación
Esta agroindustria está orientada a transformar dicho agave, primero en una fibra que se obtiene del raspado o desfibrado de las hojas previamente cortadas de la planta, después en diversos artículos manufacturados, mediante el corchado o la hilatura de la fibra en diversos calibres. Ulteriormente, se sujeta el hilo obtenido a un proceso textil. Así son obtenidos diversos productos entre los que sobresalen las cuerdas o jarcias; el hilo para embalar; otros hilos para uso agrícola; sacos para empacar productos de la más diversa índole, como el café, el cacao, el maíz y otros granos que así son transportados y comercializados en sus respectivos mercados; telas para recubrir muros o paredes; alfombras y otros.
En forma secundaria, en el proceso de industrialización se obtiene del agave, un licor parecido al tequila. También se extraen del jugo (sumo) o líquido intercelular de la planta ciertas substancias químicas esteroidales como la hecogenina y la tigogenina, precursores en la síntesis química de la cortisona y usadas también en la industria farmacéutica para la fabricación de anovulatorios. La cera contenida en la cutícula de las hojas es obtenida asimismo para algunas aplicaciones industriales.

## Aspectos históricos de la agroindustria

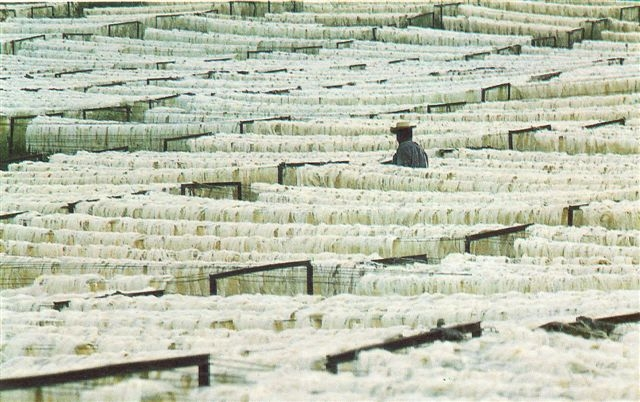
Secador solar para la fibra de henequén ("sosquil"). Instalaciones de Cordemex en la desfibradora de Ixil, zona henequenera, Yucatán, México

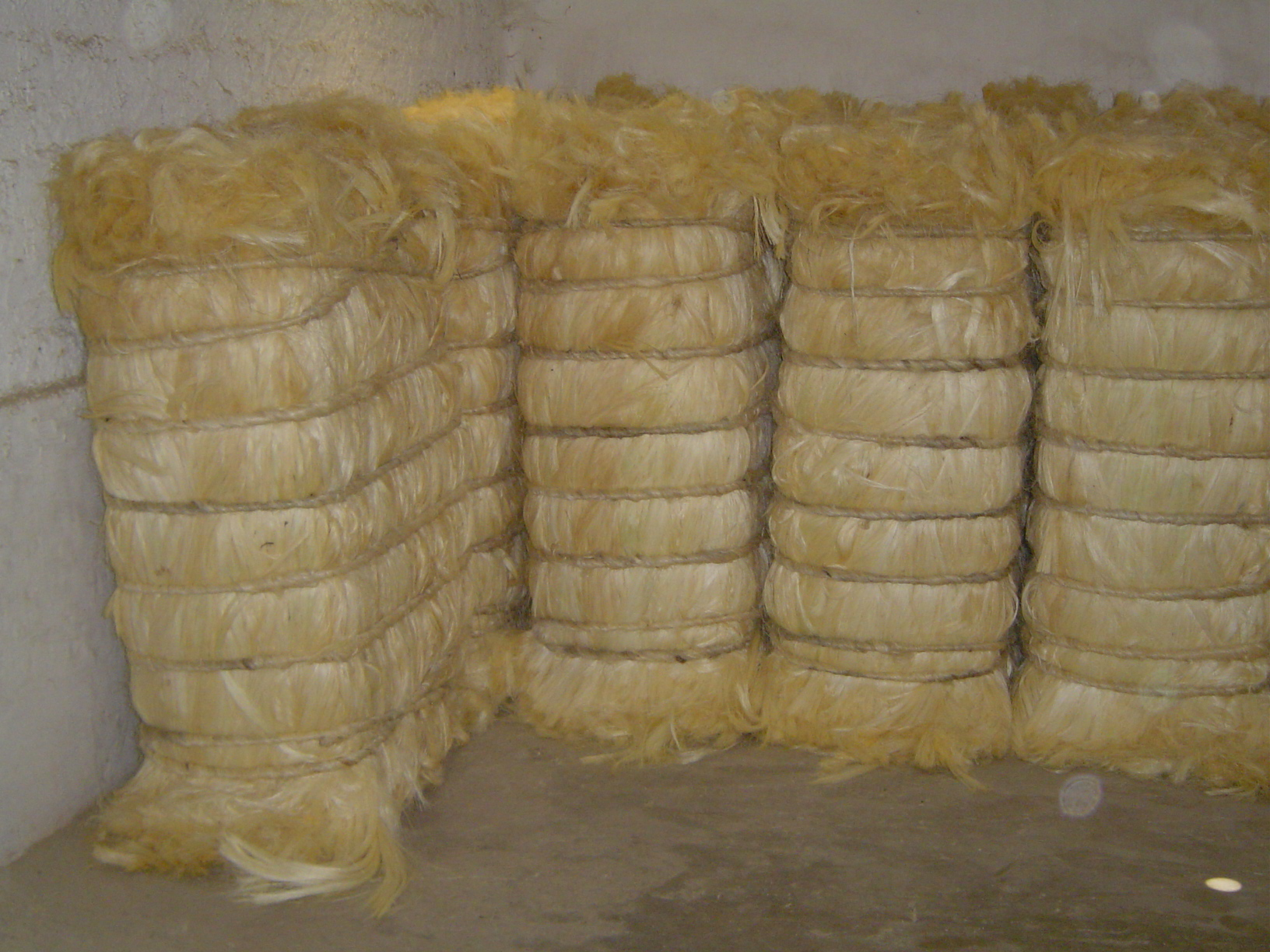
Pacas de fibra de henequén ("sosquil") almacenadas, listas para ser trasladadas a la cordelería para sufrir su última transformación industrial.

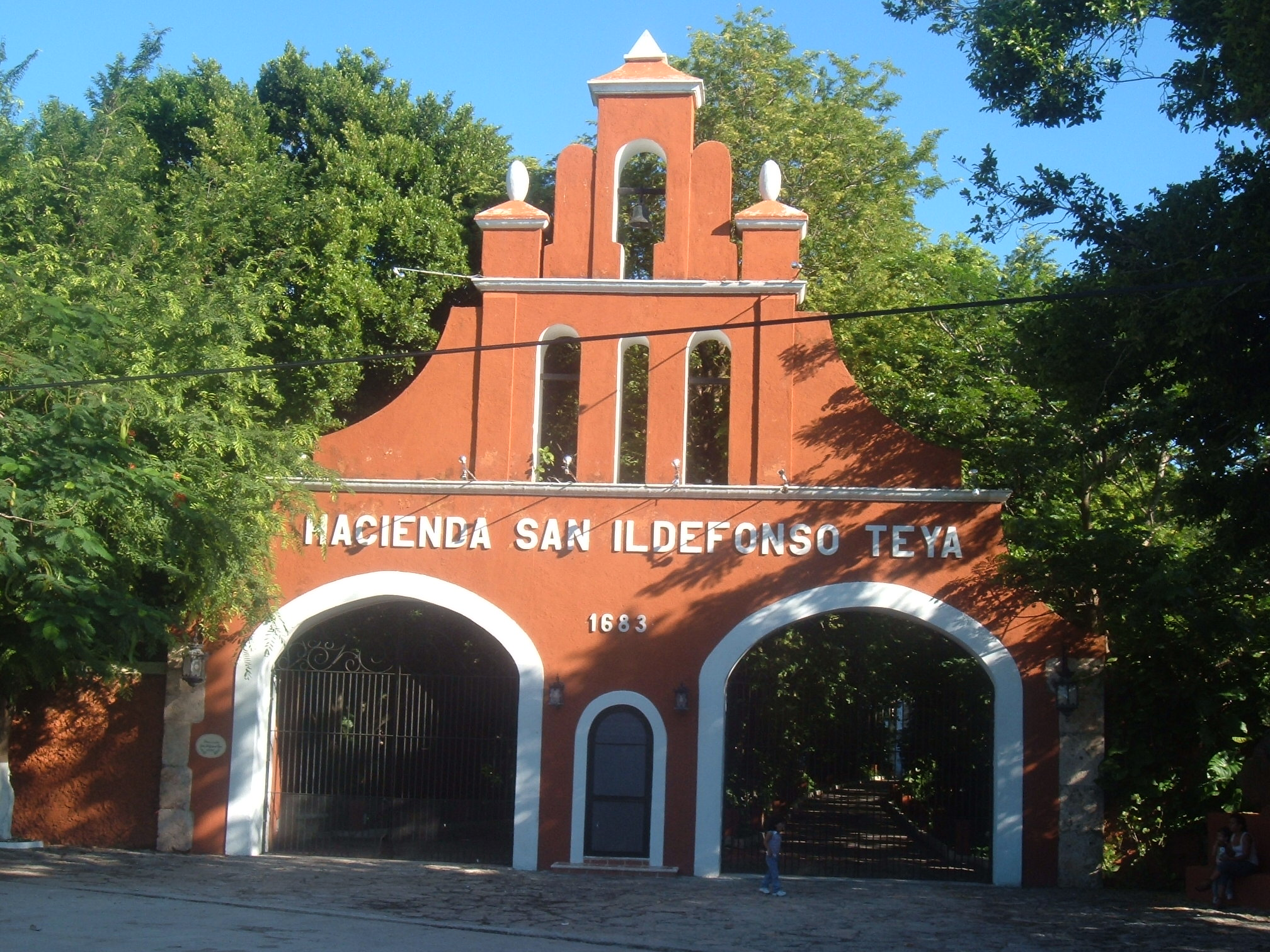
Las grandes haciendas henequeneras que alcanzaron su máximo esplendor hacia principios del siglo XX, finalmente decayeron y la mayoría desaparecieron. Algunas, como esta, en las cercanías de Mérida, fueron rescatadas y transformadas en un atractivo turístico.

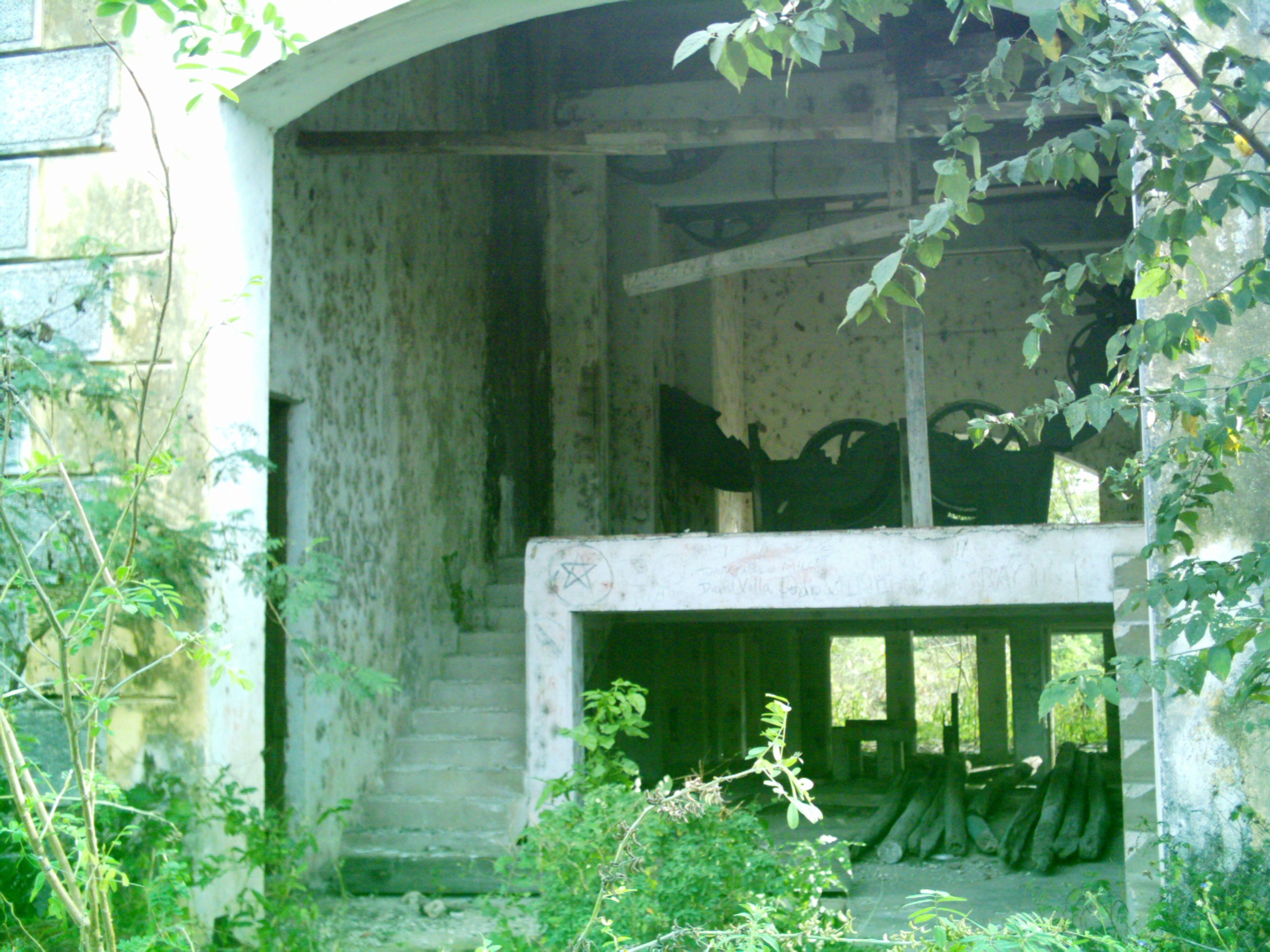
Maquinaria abandonada en la hacienda henequenera de Chochoh, en Yucatán.

La leyenda establece al henequén como una planta sagrada de los mayas, cuya bondad y uso fueron descubiertos por Zamná, sacerdote maya, fundador y habitante de Chichén Itzá y quien enseñó a su pueblo cómo beneficiarse del uso de la planta nativa (Ki). Fue así cultivado este agave en los patios de las casas de los mayas y utilizado desde la época precolombina, para obtener jarcias, cordeles, sacos, bolsas, hamacas y otros artículos domésticos y de trabajo de gran utilidad.
La gestación de esta actividad económica, que habría de marcar indeleblemente por sus repercusiones sociales y políticas, la historia de Yucatán, se basó pues en el aprovechamiento de esta planta natural de la península yucateca, para obtener a escala industrial una fibra dura muy resistente, con la que se fabrican diversos productos de cordelería y textiles muy usados, aún en la actualidad. 
Destaca entre los usos de los hilos de henequén, el amarre del enfardelado y del embalaje de la paja, del heno, entre otros, que deben empacarse convenientemente para sostener la alimentación del ganado estabulado durante los meses de invierno en los países del norte. Los productos derivados del agave satisficieron en su época una importante necesidad en el mercado mundial, de manera tal que la agroindustria resultó particularmente exitosa durante los primeros 90 años de su existencia (1850-1940) 
La agroindustria del henequén a gran escala se inicia en Yucatán aproximadamente en 1850. Esto ocurre gracias a varios factores concurrentes en el tiempo: a) El cultivo extensivo de una planta propia y natural de la región, impulsado por la propiedad feudal de las haciendas; b) La abundante mano de obra campesina ofrecida por la población maya de la región sometida rigurosamente; c) El desarrollo de maquinaria industrial (el "tren de raspa") que vino a facilitar el proceso de desfibración para la obtención del sosquil (castellanización del término maya usado para denominar la fibra del henequén: tsots ki) contenido en las hojas del agave, sosquil con el que después se fabrican los productos derivados; y d) El desarrollo de maquinaria agrícola (la engavilladora McCormick) que permitió el uso intensivo de los hilos de henequén en su aplicación más exitosa.

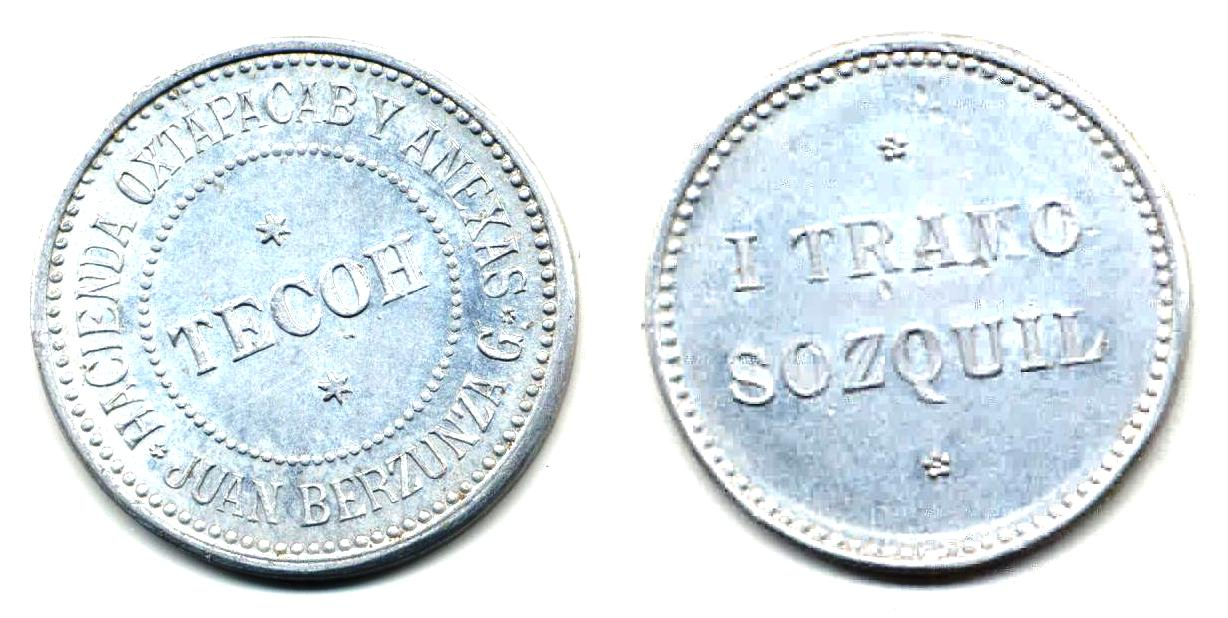
Ficha de hacienda por 1 tramo de sosquil.

La exportación del henequén desde Yucatán hacia muchos países del mundo fue la base del auge económico de esa región mexicana a finales del siglo XIX y principios del XX. La bonanza que generó y que fue aprovechada por el grupo oligárquico del Porfiriato en Yucatán para amasar grandes fortunas y controlar política y económicamente al estado de Yucatán sirvió más tarde, también, para financiar las operaciones del ejército constitucionalista de Venustiano Carranza, quien se sirvió del General Salvador Alvarado para controlar, militar y políticamente a la región, y desplazar al grupo de Olegario Molina que dominaba anteriormente al movimiento revolucionario, al estado de Yucatán.
Durante mucho tiempo tales exportaciones se hicieron a partir del puerto de Sisal (Yucatán) al punto de que internacionalmente se llegó a conocer la fibra con el nombre de ese puerto del Golfo de México ubicado en el norte de la península de Yucatán. Hasta la fecha, a la variedad del agave que se cultiva en Brasil se le denomina agave sisalana, misma que fue el producto de la hibridación genética que se realizó del agave foucroydes, originario de Yucatán.

## Diversificación geográfica de la industria
Tuvo esta actividad industrial un carácter monopólico en favor de Yucatán durante más de 70 años, hasta que, mediante la exportación subrepticia (estaba prohibida) de los vástagos o hijos del agave, se logró adaptar su cultivo, no sin dificultades, a otras regiones del mundo. La Florida primero, Cuba, Israel, algunos países de África, principalmente Tanzania y Kenia, y finalmente Brasil, donde se logró con mucho éxito su adaptación al suelo y clima de la región noreste de ese país sudamericano. En este último caso fue por medio de un proceso de hibridación de las plántulas originales, como se obtuvo el material vegetativo que pudo arraigarse en el medio ecológico brasileño, con ventajas competitivas importantes.
A partir de la segunda mitad del siglo XX la competitividad de la industria henequenera yucateca declinó severamente -no solo por razones técnicas del cultivo y del proceso industrial, sino también como consecuencia de un complejo proceso de descomposición vinculado con aspectos políticos y sociales en la región de origen de la industria-, con relación a otros países, particularmente Brasil, y este toma el liderato industrial en toda la gama de productos que se elaboran.

## Situación actual de la industria
La industria del henequén y en general la industria de las fibras duras naturales, en el mundo, se ha ido transformando a lo largo de los últimos 60 años cediéndole espacio y mercados a la industria de las fibras sintéticas. El mercado global para estos productos se ha contraído significativamente con relación al que existíó hasta mediados del siglo XX. Los productos que se fabrican ya no tienen, tampoco, la importancia comercial que llegaron a tener cuando no existían los sucedáneos plásticos. El mercado residual se distribuye por otro lado de diferente manera entre los países que participan aún en la industria y en el cultivo del agave.
Los siguientes datos actualizados hasta el año 2005, muestran como se configuraba hasta tal fecha la participación industrial de los países involucrados. 
(La siguiente tabla fue tomada del artículo relativo en es.WP.)
| Producción en toneladas de henequén y de otras fibras provenientes de agaves. Cifras 2004-2005 Datos de FAOSTAT (FAO) Base de datos de la FAO Archivado el 17 de enero de 2011 en Wayback Machine. |            |       |            |       |
| Brasil | 199 322,00 | 54 %  | 213 082,00 | 55 %  |
| México | 26 636,00  | 7 %   | 26 636,00  | 7 %   |
| Kenia | 25 000,00  | 7 %   | 25 000,00  | 6 %   |
| Tanzania | 23 500,00  | 6 %   | 23 500,00  | 6 %   |
| Colombia | 21 498,00  | 6 %   | 22 000,00  | 6 %   |
| Madagascar | 17 000,00  | 5 %   | 17 000,00  | 4 %   |
| China | 16 000,00  | 4 %   | 16 000,00  | 4 %   |
| Cuba | 11 700,00  | 3 %   | 11 730,00  | 3 %   |
| Haití | 5 500,00   | 1 %   | 5 500,00   | 1 %   |
| Nicaragua | 4 350,00   | 1 %   | 4 350,00   | 1 %   |
| Filipinas | 4 000,00   | 1 %   | 4 000,00   | 1 %   |
| Venezuela | 3 239,00   | 1 %   | 3 500,00   | 1 %   |
| Ecuador | 4 963,00   | 1 %   | 3 465,00   | 1 %   |
| El Salvador | 2 500,00   | 1 %   | 2 500,00   | 1 %   |
| Marruecos | 2 200,00   | 1 %   | 2 200,00   | 1 %   |
| Otros | 5 000,00   | 1 %   | 5 000,00   | 1 %   |
| Total | 372 408,00 | 100 % | 385 463,00 | 100 % |